# Gualberto Fernández
Gualberto Fernández (12 luglio 1941) è un ex calciatore salvadoregno, di ruolo portiere.

## Carriera
Prese parte con la Nazionale salvadoregna ai Mondiali del 1970.